# Eisenia fasciata
Eisenia fasciata är en ringmaskart som beskrevs av Anders Backlund 1948. Eisenia fasciata ingår i släktet Eisenia och familjen daggmaskar. Arten är reproducerande i Sverige.